# Bertus Sitters
Bertus „Bert“ Sitters (* 10. Dezember 1941 in Amsterdam; † 13. November 2022) war ein niederländischer Schwimmer und Wasserballspieler.

## Werdegang
Bertus Sitters nahm als Schwimmer an den Olympischen Sommerspielen 1960 im Rom und 1964 in Tokio teil. 1960 belegte er im Wettkampf über 200 m Schmetterling den 29. Platz. Vier Jahre später schloss Sitters den Wettkampf über 100 m Freistil auf Platz 50 ab und wurde mit der niederländischen Staffel über 4 × 200 m Freistil Zwölfter.
Nach seiner aktiven Karriere war Sitters als Schwimmtrainer für den niederländischen und spanischen Schwimmverband tätig. Später kommentierte er bei Eurosport Schwimmwettkämpfe im Fernsehen.